# Jean-Baptiste Chautard
Jean-Baptiste Chautard OSCO (* 12. März 1858 in Briançon; † 29. September 1935 in Cîteaux) war ein französischer römisch-katholischer Theologe, Ordenspriester und Abt aus dem Orden der Trappisten.

## Leben
Gustave Chautard trat am 6. Mai 1877 in das Noviziat der Trappisten im Kloster Aiguebelle (Département Drôme) ein, wo er den Ordensnamen Jean-Baptiste (Johann Baptist) erhielt. Er legte die zeitliche Profess am 8. Mai 1879 und die Feierliche Profess am 21. Mai 1882 ab. Am 3. Juni 1884 empfing er die Priesterweihe. Am 1. Juni 1897 wurde er zum Abt des Klosters Chambarand in Roybon postuliert und 1898 vom Generalabt beauftragt, das Kloster Cîteaux wieder zu errichten. Am 1. Oktober wurde Cîteaux von Mönchen aus La Trappe und Sept-Fons wiederbesiedelt. Am 16. Juni 1899 wurde Jean-Baptiste Chautard zum Abt des Klosters Sept-Fons postuliert. Im Zuge der antiklerikalen Politik Frankreichs ab dem Jahr 1901 wurde er vom Orden beauftragt, die Belange des Ordens in Paris zu vertreten. Am 17. Februar 1903 kam es zu einem Treffen mit dem Senator und späteren Premierminister Georges Clemenceau, durch das er die Vertreibung der Trappisten verhindern konnte.

## Werke
Als Chautards Hauptwerk gilt das Buch Innerlichkeit. Die Seele allen Apostolats (Originaltitel: L’âme de tout apostolat, 1907), das mehrere Päpste belobigten, etwa Papst Pius X. 1914, Papst Benedikt XV. 1915, zuletzt Papst Benedikt XVI. am 15. September 2008 in Lourdes: „Wie richtig war die Intuition von Dom Jean-Baptiste Chautard, einer schönen spirituellen Gestalt Frankreichs, der in seinem Werk ‚Innerlichkeit. Die Seele allen Apostolats‘ dem eifrigen Christen vorschlug, häufig dem Blick der Jungfrau Maria zu begegnen!“ Die Kernaussage von Innerlichkeit ist, dass jegliches Apostolat ein intensives Gebetsleben zur Voraussetzung habe. Das Buch richtete sich gegen eine damals übliche Überbetonung des aktiven Lebens (Häresie der Werke) zu Lasten des Gebetslebens. Es wurde bald in viele Sprachen übersetzt; ins Deutsche übertrug es Alois Wiesinger, Abt von Schlierbach. Es erfährt immer wieder Neuauflagen.
Das Buch besteht aus fünf Teilen:
- 1. Teil: Über das tätige und das innerliche Leben.
- 2. Teil: Wie man das innere mit dem tätigen Leben vereinigt.
- 3. Teil: Die apostolische Tätigkeit als Mittel zur Heiligkeit oder Gefahr für unsere Seele.
- 4. Teil: Über die Fruchtbarkeit unserer Werke: Erfolg des modernen „Apostels“ bei anderen Seelen.
- 5. Teil: Einige Tips: über das Gebet, das liturgische Leben,  Wachsamkeit,...[4]
  - Ausgabe:

- Innerlichkeit. Die Seele allen Apostolates. Wien: Fassbaender, 1996, ISBN 3-900538-56-5, 326 S.[Nachdruck der 6. Aufl., Räber, Luzern, 1947] (Originaltitel: L´Ame de tout Apostolat)